# Je suis à vous tout de suite
Pour plus de détails, voir Fiche technique et Distribution.
Je suis à vous tout de suite est une comédie dramatique française réalisée par Baya Kasmi et sortie en 2015.

## Synopsis
Hanna est une jeune femme de 30 ans séduisante et gentille, trop gentille. Elle ne sait dire non à personne tout comme son père Omar « épicier social » ou sa mère Simone « psy à domicile ». Son frère, quant à lui, est focalisé sur sa religion et ses racines algériennes. Ils ne s'entendent plus du tout jusqu'au moment où un événement va les pousser à se retrouver.

## Fiche technique
Sauf indication contraire, les informations mentionnées dans cette section peuvent être confirmées par la base de données cinématographiques IMDb,  présente dans la section « Liens externes ».
- Titre : Je suis à vous tout de suite
- Réalisation : Baya Kasmi
- Scénario : Baya Kasmi et Michel Leclerc
- Photographie : Guillaume Deffontaines
- Montage : Monica Coleman
- Format : couleur - Ratio : 2,35:1
- Décors : Jean-Marc Tran Tan Ba
- Costumes : Mélanie Gautier
- Musique : Jérôme Bensoussan
- Producteur : Antoine Rein, Fabrice Goldstein, Caroline Adrian et Antoine Gandaubert
- Société de production : Karé Productions et Delante Films
- Distributeur : Le Pacte
- Pays d'origine :  France
- Genre : comédie dramatique
- Durée : 100 minutes
- Date de sortie :
  - France : 30 septembre 2015

## Distribution
- Vimala Pons : Hanna Belkacem
- Mehdi Djaadi : Hakim/Donnadieu Belkacem
- Agnès Jaoui : Simone Belkacem
- Ramzy Bedia : M. Belkacem
- Laurent Capelluto : Paul
- Claudia Tagbo : Ébène
- Camélia Jordana : Kenza
- Anémone : la grand-mère
- Zinedine Soualem : Omar
- Hindiya Elkassmi : la fille d'Hakim/Donnadieu
- Carole Franck : la sœur de Paul
- Romain Berger : le mari de la sœur de Paul
- Jérémie Covillault : le frère de Paul
- Bruno Podalydès : un amant
- Christophe Paou : un amant
- Lyes Salem : le douanier algérien
- Nicolas Beaucaire : Dr Girard
- Michel Leclerc : le client de l'épicerie
- Xing Xing Cheng : la cliente au jacquier